# Station Dziadówki
Station Dziadówki is een spoorwegstation in de Poolse plaats Dziadówki.